# 埃瑟爾巴赫河 (瓦亨巴赫河支流)
49°51′27.89″N 9°32′34.38″E / 49.8577472°N 9.5428833°E

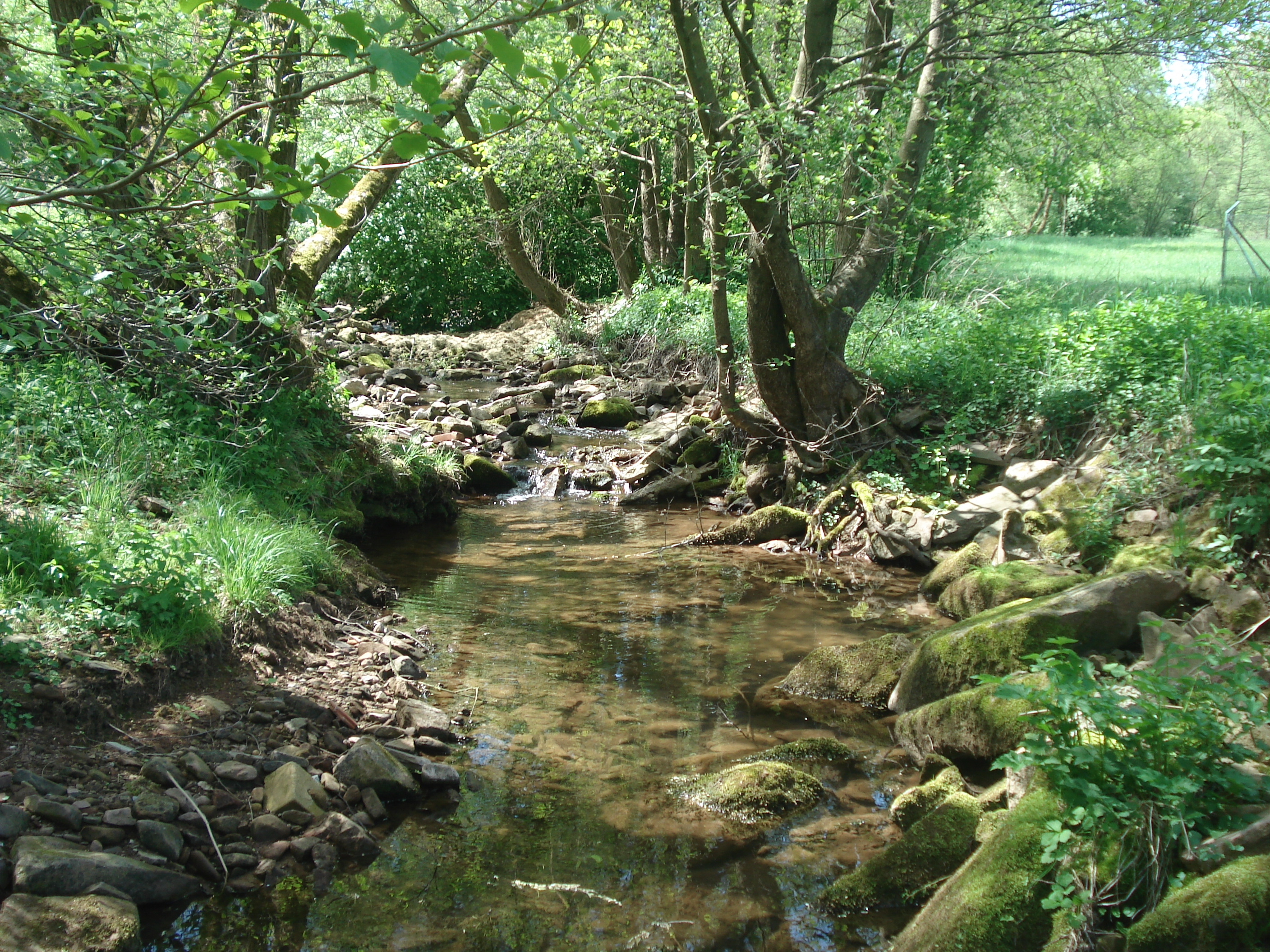

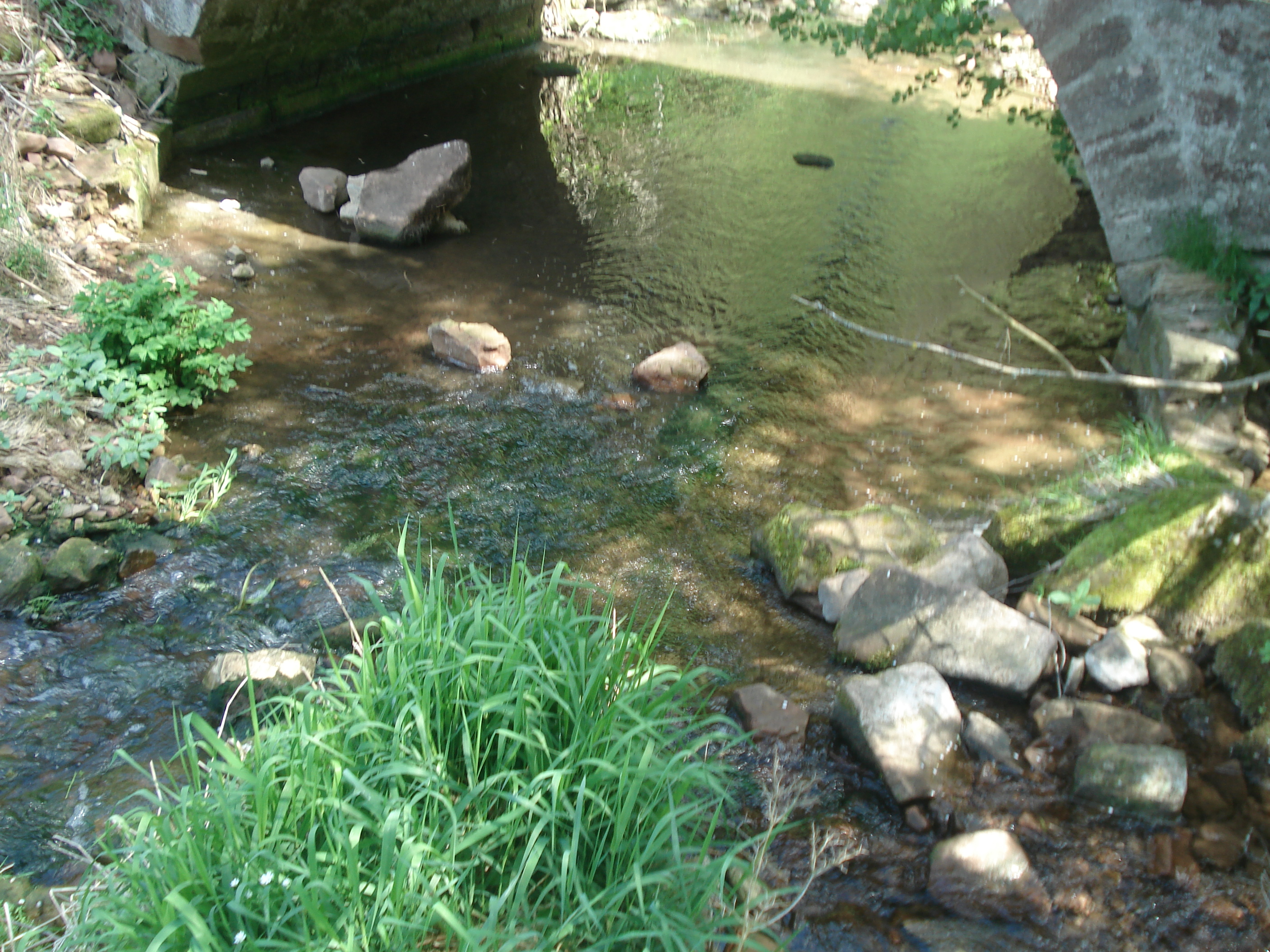

埃瑟爾巴赫河（德語：Esselbach），是德國的河流，位於該國東南部，由巴伐利亞負責管轄，屬於瓦亨巴赫河的右支流，河道全長5.5公里，流域面積8.9平方公里。